# Juan Domingo de Zúñiga y Fonseca

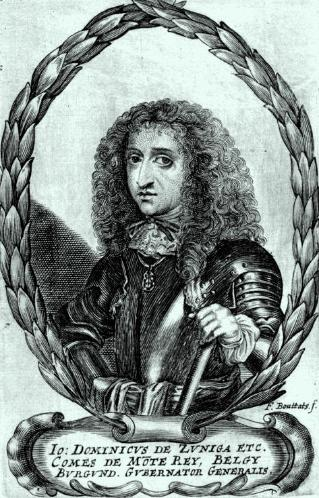
Juan Domingo de Zúñiga y Fonseca, by Frederik Bouttats

Juan Domingo de Zúñiga y Fonseca, comte de Monterrey (Madrid, 25 de novembre de 1640 - Madrid, 2 de febrer de 1716) va ser un militar i polític espanyol.
Originalment anomenat Juan Domingo Méndez de Haro y Sotomayor, era fill de Luis Méndez de Haro, 6è marquès del Carpio, el primer ministre del rei Felip IV d'Espanya, i Catalina Fernández de Córdoba. Es va casar amb Inés Francesca de Zúñiga, 6a. comtessa de Monterrey, i la filla major de Fernando de Ayala, tercer comte d'Ayala. Juan Domingo va prendre els títols de la seva dona.
El 1667 es va anar als Països Baixos espanyols i es va convertir en Capità General de la Cavalleria el 1669. El 1670 es va convertir en governador dels Països Baixos espanyols i Capità General en absència de Joan Josep d'Àustria. El 1671, quan la guerra amenaçava entre França i els Països Baixos, Espanya es va aliar als Països Baixos i Zúñiga y Fonseca es va convertir en comandant suprem espanyol al Nord. Organitzar defenses, enfortint les fortaleses a la frontera francesa. Això no va poder evitar que Espanya i les seves defenses van tenir un paper menor en la següent guerra francoholandesa (1672-1678). Va ser cridat a Espanya el 8 de febrer del 1675. El 25 de maig de 1677 va ser nomenat Virrei de Catalunya, on també s'enfronta a una invasió francesa. El 1678 va tornar a Madrid on es va convertir en President de Flandes. Va ser admès en el Consell d'Estat el 1693. Va acatar l'entronització de Felip V d'Espanya però el 1705 i per oposició a la dominació dels enviats francesos, el rei manà al marquès de Mancera que no assistís més al consell, i de resultes d'això el comte de Monterrey i duc de Montalto dimitiren dels seus càrrecs. Se l'acusà després que buscava interessos personals i fou desterrat de la cort fins al 1707, quan amb motiu del naixement del primer fill de Felip V es donà amnistia. El 10 de maig de 1710 queda vidu sense haver tingut fills. Amb més de setanta anys s'ordenà sacerdot.